# Episodi di Due fantagenitori - Ancora più fanta
La prima stagione della serie televisiva Due fantagenitori - Ancora più fanta è stata distribuita negli Stati Uniti d'America il 31 marzo 2022 su Paramount +. 
In Italia è stata distribuita interamente il 14 ottobre 2022 su Paramount +. 
| nº | Titolo originale                | Titolo italiano                          | Distribuzione USA | Distribuzione Italia |
| -- | ------------------------------- | ---------------------------------------- | ----------------- | -------------------- |
| 1  | Cake, Dance, & Solid Gold Pants | Torta, Ballo e Pantaloni d'Oro Massiccio | 31 marzo 2022     | 14 ottobre 2022      |
| 2  | The Forbidden Phrase            | La frase proibita                        | 31 marzo 2022     | 14 ottobre 2022      |
| 3  | King Roydas                     | Re Royda                                 | 31 marzo 2022     | 14 ottobre 2022      |
| 4  | Vicky's Best Friend             | Amici per Vicky                          | 31 marzo 2022     | 14 ottobre 2022      |
| 5  | Cheater Cheater Cookie Eater    | La gara madre figlia                     | 31 marzo 2022     | 14 ottobre 2022      |
| 6  | The Most Popular Person         | Il trono                                 | 31 marzo 2022     | 14 ottobre 2022      |
| 7  | The Show Off                    | La messa in scena                        | 31 marzo 2022     | 14 ottobre 2022      |
| 8  | Back to the Scooter             | Viaggio nel tempo                        | 31 marzo 2022     | 14 ottobre 2022      |
| 9  | Codzillard!                     | Codzillard!                              | 31 marzo 2022     | 14 ottobre 2022      |
| 10 | Roynocchio                      | Roy-Nocchio                              | 31 marzo 2022     | 14 ottobre 2022      |
| 11 | Da Wish App                     | L'App dei Desideri                       | 31 marzo 2022     | 14 ottobre 2022      |
| 12 | Fairies Away! Part 1            | Fate acchiappate - parte 1               | 31 marzo 2022     | 14 ottobre 2022      |
| 13 | Fairies Away! Part 2            | Fate acchiappate - parte 2               | 31 marzo 2022     | 14 ottobre 2022      |